# Bobby Seith
Robert „Bobby“ Seith (* 9. März 1932 in Coatbridge) ist ein ehemaliger schottischer Fußballspieler und -trainer. Er gewann mit dem FC Burnley 1960 die englische Meisterschaft und zwei Jahre später mit dem FC Dundee den schottischen Ligatitel, wobei er zumeist die Position des rechten Außenläufers bekleidete.

## Sportlicher Werdegang

### Spielerlaufbahn
Seith wuchs in einer sportlich geprägten Familie auf. Sein Vater hatte bereits im schottischen Profifußball gespielt und sein Sprössling tat es ihm nach, wobei dieser jedoch im Alter von 16 Jahren den Sprung nach England wagte, um dort eine Karriere beim FC Burnley zu starten. Aufgefallen war er den Burnley-Scouts in Schottland bei einem Spiel von Monifieth Tayside, einem kleinen Jugendverein in Dundee. Kurz nach seiner Ankunft in Burnley unterschrieb er im März 1949 einen Profivertrag. Obwohl er sich schnell in der Reservemannschaft als Außenläufer in sehr guter Form präsentierte, musste er lange auf sein Debüt in der ersten Mannschaft warten, was vor allem daran lag, dass er die Stammspieler Jimmy Adamson und Reg Attwell nicht verdrängen konnte und er zudem noch seinen Wehrdienst in der Royal Air Force ableistete. Bei der Air Force begann er auch eine Ausbildung zum medizinischen Fußpfleger, die er 1955 abschloss.
Seinen Einstand im Profiteam gab er dann im Oktober 1953 und obwohl die Aufgabe gegen die Busby Babes von Manchester United in Old Trafford schwierig war, gewann Burnley mit 2:1. Seith wurde zunächst auf beiden Seiten alternativ eingesetzt, bevor er sich in der Saison 1955/56 auf der rechten Seite festspielte – Attwell hatte den Verein zwischenzeitlich verlassen und Adamson war entweder auf der linken Seite oder in der Mitte unterwegs. Seine Stärken lagen dabei in der Defensive und mit einem guten rechten Fuß konnte er kluge Pässe spielen, wohingegen er nur wenig Offensivdrang ausstrahlte. In 238 Pflichtspielen für Burnley schoss er gerade einmal sechs Tore, davon die Hälfte in der Saison 1958/59, als er keine einzige Partie verpasste. Auch in der anschließenden Meistersaison 1959/60 bestritt er die ersten sieben Partien, bevor er nach einer Fußinfektion pausieren musste. Trainer Harry Potts ordnete in dieser Zeit die Defensive neu, wovon insbesondere der junge Alex Elder profitierte. Es bestanden keinerlei Zweifel daran, dass Seith nach seiner Genesung auf die rechte Seite zurückkehren würde und so füllte er diese Rolle bis April 1960 auch weiter aus. In den letzten beiden Partien kassierte Burnley jedoch in zwei Spielen neun Gegentore (1:6 gegen die Wolverhampton Wanderers und 3:3 gegen Sheffield Wednesday) und vor allem bei Sheffields drittem Treffer machte Seith keine gute Figur. So entfernte ihn Potts für das nächste Spiel aus der Mannschaft, worauf Seith verärgert reagierte und eine Freigabe für einen Vereinswechsel erwirken wollte. Es entwickelte sich ein Streit, bei dem Seith gegenüber dem Präsidenten Bob Lord angeblich sogar handgreiflich wurde, und in der Folge „verbannte“ Burnley seinen ehemaligen Spieler. Seith erfuhr von dem Verlauf des entscheidenden Spiels zum Gewinn der Meisterschaft nur im Radio und die ihm eigentlich zustehende offizielle Medaille wurde ihm vorenthalten – erst im Jahr 1999 erhielt er diese im Rahmen einer „Versöhnungsgeste“.
Lord wollte Seith an Stoke City verkaufen, wie er es bereits mit Doug Newlands gemacht hatte (im weiteren Verlauf der 1960er folgten noch Jimmy McIlroy und Alex Elder), da er sich freundschaftlich mit dem Klub verbunden fühlte. Seith wollte aber partout nicht nach Stoke wechseln und nachdem ein Transfer nach Blackpool an Lords Veto scheiterte, begann Seith in seiner schottischen Heimat beim FC Dundee zu trainieren. Nach einem Verhandlungspoker, bei dem Seith mit seinem Rücktritt als Fußballer und dem Wechsel in den Fußpflegerberuf drohte, stimmte Burnley letztlich Dundees aufgebotener Ablösesumme in Höhe von 7.500 Pfund zu. In Dundee fand er ein Team vor, das zunächst nur im Mittelfeld spielte, und mit dem zehnten Rang im Jahr 1961 deutete wenig auf den anschließenden Höhenflug hin. Völlig überraschend gewann Dundee 1962 vor den beiden Topfavoriten aus Glasgow die schottische Meisterschaft und Seith galt aufgrund seiner Erfahrung als eine der Schlüsselfiguren. Meilensteine waren dabei der 5:4-Sieg gegen die Raith Rovers (nach 2:4-Rückstand bis 15 Minuten vor Schluss), der 5:1-Auswärtssieg bei den Glasgow Rangers und das entscheidende 3:0 am letzten Spieltag gegen den FC St. Johnstone. Im Jahr darauf eilte Seith mit Dundee auch im Europapokal der Landesmeister von Erfolg zu Erfolg (darunter ein 8:1 gegen den deutschen Meister 1. FC Köln sowie ein 4:1-Auswärtssieg gegen den RSC Anderlecht), bevor im Halbfinale das Aus gegen den späteren Sieger AC Mailand folgte. Noch gut zwei weitere Jahre setzte er seine aktive Laufbahn bis 1965 fort. Danach schloss er sich dem Trainerstab des Vereins an.

### Trainerkarriere
Dem ersten Trainerengagement in Dundee folgte eine Assistententätigkeit bei den Glasgow Rangers. Er nahm danach im Jahr 1968 beim englischen Zweitligisten Preston North End erstmals eine Cheftrainerrolle an. Er trat dabei die Nachfolge von Jimmy Milne an, aber den Niedergang des Klubs, der 1970 in den Abstieg in die Drittklassigkeit mündete, konnte er auch nicht verhindern. Er verließ den Klub im selben Jahr und nach einer kurzen Zeit als Trainer der schottischen Jugendnationalmannschaft heuerte ihn in Edinburgh Heart of Midlothian an.
Die „Hearts“ waren in den Jahren zuvor in der Mittelmäßigkeit versunken und nach Seiths Ankunft setzte ein sportlicher Aufwärtstrend ein, der in der Saison 1973/74 mit einer Serie von 13 Ligaspielen ohne Niederlage als Tabellenführer seinen Höhepunkt hatte. Dem schlossen sich jedoch wechselhafte Ergebnisse an und nach der knapp verpassten Qualifikation für den Europapokal und einer Negativserie von elf sieglosen Pflichtspielen in der Frühphase der Saison 1974/75 wurde Seith entlassen.
Nach seiner Demission in Edinburgh begann er hauptberuflich östlich von Dundee in Broughty Ferry als medizinischer Fußpfleger zu arbeiten.

## Titel/Auszeichnungen
- Englische Meisterschaft (1): 1960
- Schottische Meisterschaft (1): 1962